# Programa de televisión

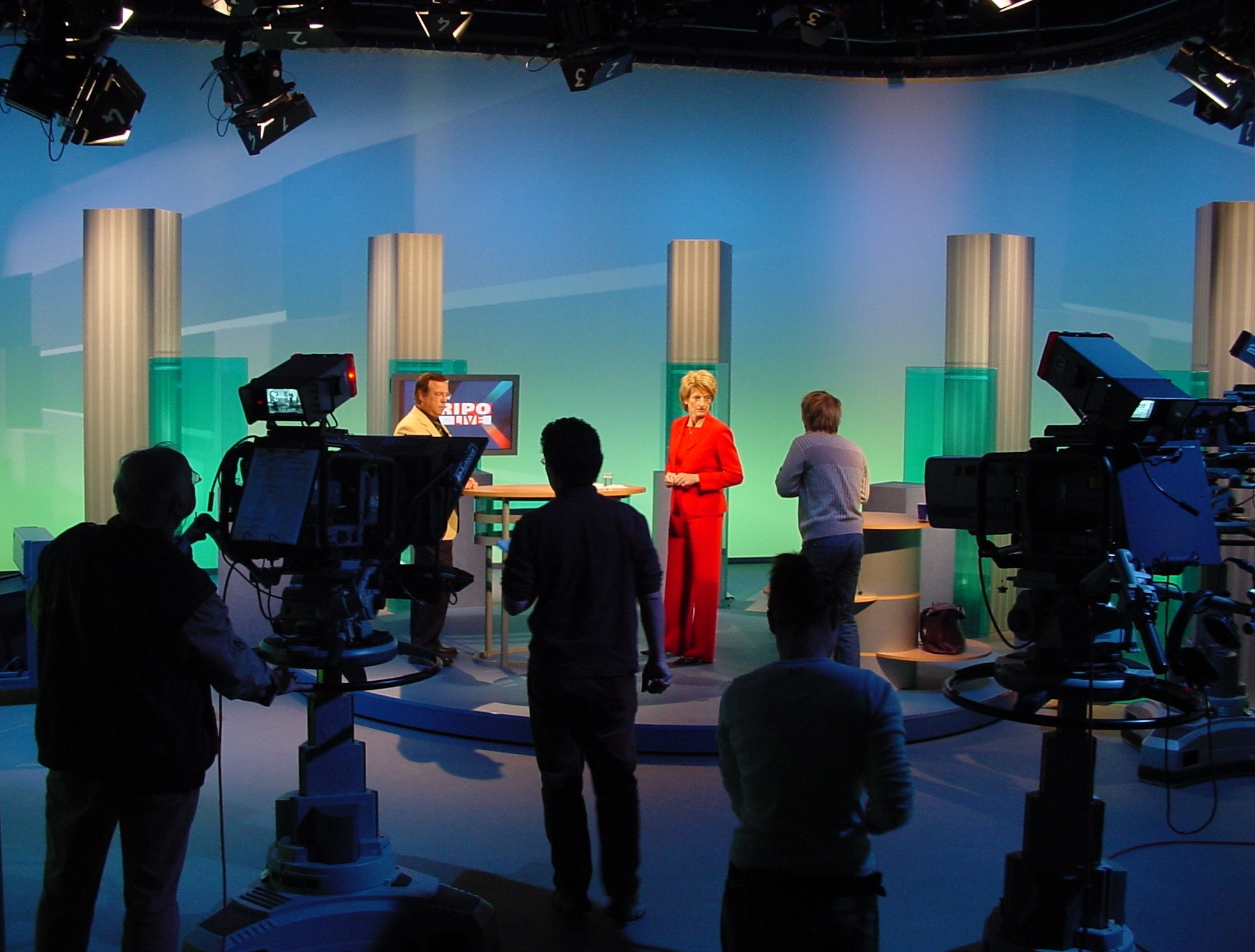
Un programa de televisión en vivo con cámaras grabando.

Un programa de televisión es un conjunto de emisiones periódicas transmitidas por televisión, agrupadas bajo un título o cabecera común, en las que a modo de bloque se incluye la mayor parte de los contenidos audiovisuales que se ofrecen en una cadena. 
En el ámbito profesional, no son considerados programas los bloques de contenidos dedicados a las autopromociones, a la continuidad y a la publicidad convencional. Los programas sirven para entretener, informar, entre otras finalidades.
Un último uso es el que se emplea en la propia jerga mediática. Los profesionales del medio utilizan este vocablo para describir el contenido que no es informativo, deportivo, ni de ficción. Según esta acepción, una serie, una película, un partido de fútbol o un noticiario no serían un programa, término que quedaría reservado a las restantes líneas de programación (concursos, programas de variedades, espacios de telerrealidad, programas nocturnos, etc.), a las que también se conoce con el nombre genérico de «variedades». Tal distinción obedece a la forma en que la mayoría de las cadenas organizan sus distintas áreas de producción y otras fuentes de televisión.,pou

## Formatos y géneros de programas
En función del contenido emitido, un programa puede clasificarse en distintos formatos y géneros, además, de estar conectados en cadenas de géneros. A continuación se destacan algunos de ellos:
- Programa informativo
- Programa de telerrealidad
- Programa de variedades
- Programa de debates
- Educativo
- Infantil
- Programa de entrevistas
- Programa de concursos
- Programa contenedor
- Ficción
- Programa deportivo
- Programa nocturno
- Series de televisión (comedias situacionales o sitcoms, dramas, comedias, dramedias y antologías)
- Seriales o soap operas
- Telenovela
- Religión
- Musical
- Comedia
- serie de aprendizaje
- terror
- Narcoserie

## Historia
Los primeros programas de televisión fueron transmisiones experimentales y esporádicas que solo se podían ver dentro de un radio de alcance muy corto desde la torre de transmisión a partir de la década de 1930. Eventos televisados, tales como los Juegos Olímpicos de Berlín 1936 en Alemania, la coronación del rey [ Jorge VI del Reino Unido]] en 1937, y la famosa introducción de David Sarnoff en la Feria Mundial de Nueva York en 1939 impulsaron un crecimiento en el medio, pero la Segunda Guerra Mundial detuvo el desarrollo hasta después de la guerra. La Serie Mundial de 1947 inspiró a muchos estadounidenses a comprar su primer televisor y luego, en 1948, el popular programa de radio Texaco Star Theatre dio el paso y se convirtió en el primer programa de variedades televisado semanalmente, lo que le valió al presentador Milton Berle el nombre de "Sr. Televisión" y demostró que el medio era una forma de entretenimiento estable y moderno que podía atraer a los anunciantes. La primera transmisión televisiva nacional en vivo en los EE. UU. tuvo lugar el 4 de septiembre de 1951, cuando el discurso del presidente Harry Truman en la Conferencia del Tratado de Paz de Japón en San Francisco se transmitió a través del sistema transcontinental de retransmisión de radio por cable y microondas de AT&T a estaciones de transmisión en mercados locales.
La primera transmisión nacional en color (el Desfile del Torneo de las Rosas de 1954) en los EE. UU. ocurrió el 1 de enero de 1954. Durante los siguientes diez años, la mayoría de las transmisiones de la red, y casi toda la programación local, continuaron siendo en blanco y negro. Se anunció una transición de color para el otoño de 1965, durante la cual más de la mitad de toda la programación de la cadena en horario estelar se transmitiría en color. La primera temporada en horario de máxima audiencia en color llegó solo un año después. En 1972, el último obstáculo entre los programas de la red diurna se convirtió a color, lo que resultó en la primera temporada de la red completamente a todo color.

## Producción

### Desarrollo
Estados Unidos
Cuando una persona o empresa decide crear un nuevo contenido para transmisión televisiva, desarrolla los elementos del programa, que consisten en el concepto, los personajes, el equipo y el elenco. Luego, a menudo lo «lanzan» a las diversas cadenas en un intento de encontrar uno lo suficientemente interesado como para ordenar un primer episodio prototipo de la serie, conocido como piloto. Eric Coleman, ejecutivo de animación de Disney, le dijo a un entrevistador, «Una idea errónea es que es muy difícil entrar y presentar su programa, cuando la verdad es que los ejecutivos de desarrollo en las redes quieren escuchar ideas. Quieren mucho correr la voz sobre qué tipos de muestra que están buscando».
Para crear el piloto, se debe juntar la estructura y el equipo de toda la serie. Si el público responde bien al piloto, la cadena retomará el programa para transmitirlo la próxima temporada (generalmente otoño). A veces lo guardan para la mitad de la temporada, o solicitan reescrituras y revisiones adicionales (conocido en la industria como el infierno del desarrollo). Otras veces, pasan por completo, lo que obliga al creador del programa a «comparar precios» con otras redes. Muchos programas nunca pasan de la etapa piloto.
El programa contrata a un grupo de escritores, que suelen trabajar en paralelo: el primer escritor trabaja en el primer episodio, el segundo en el segundo episodio, etc. Cuando se han utilizado todos los escritores, la asignación de episodios comienza de nuevo con el primer escritor. En otros programas, sin embargo, los escritores trabajan en equipo. A veces desarrollan ideas de historias individualmente y se las presentan al creador del programa, quien las junta en un guion y las reescribe. 
Si se retoma el programa y es un drama de una hora de duración, la cadena ordena una "serie" de episodios, generalmente solo seis o 13 episodios al principio, aunque si es una comedia de media hora, la temporada generalmente consta de al menos 22 episodios. Los siete episodios de mitad de temporada y los últimos nueve episodios a veces se denominan «mediados de siete» y «nueve últimos», tomando prestados los términos coloquiales de los bolos y el golf.

### Preproducción

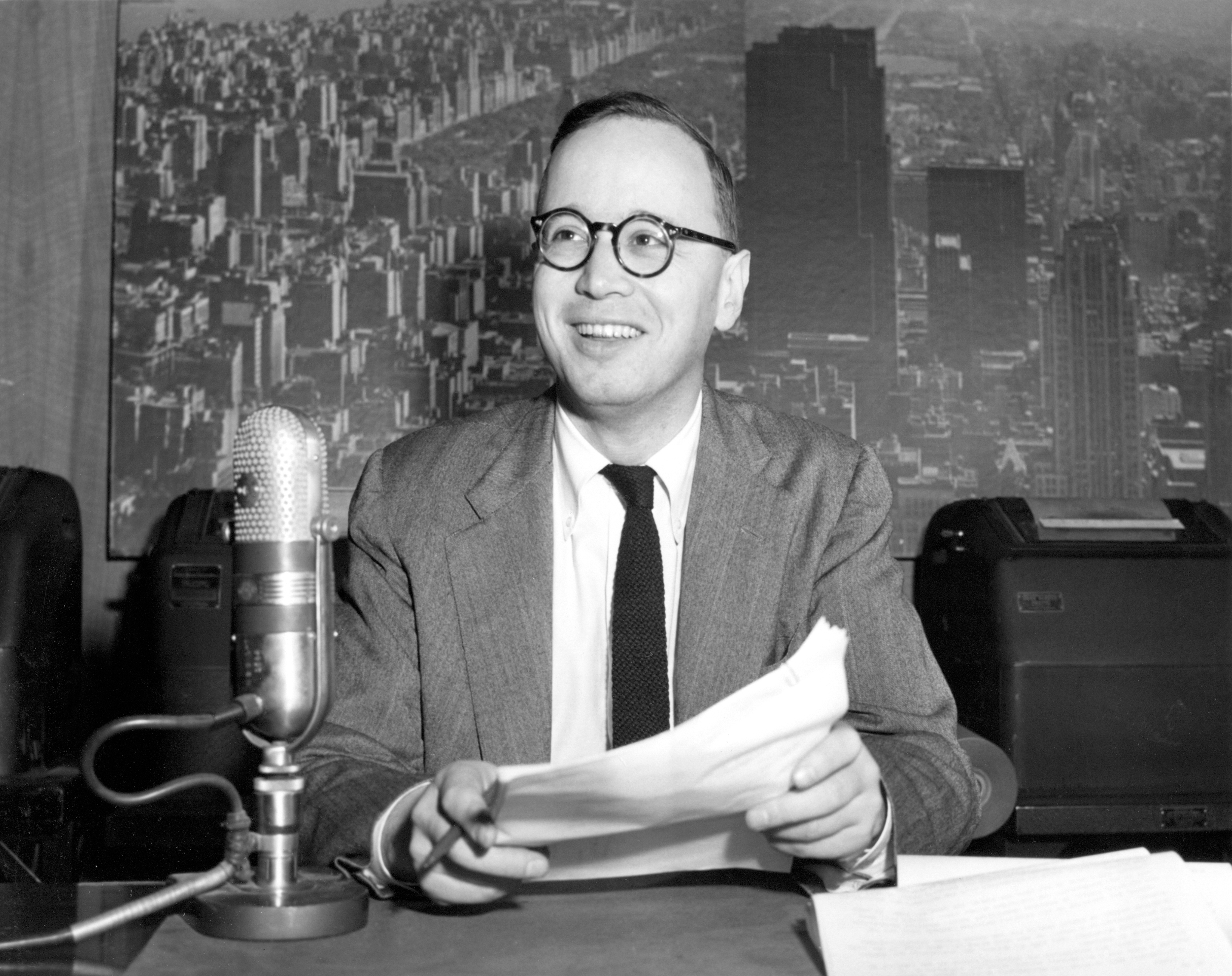
Arthur M. Schlesinger Jr.

La preproducción comienza cuando se aprueba un guion. Se elige un director para planificar el aspecto final del episodio.
Las tareas de preproducción incluyen guiones gráficos; construcción de decorados, utilería y vestuario; casting de estrellas invitadas; presupuestación; adquiriendo recursos como iluminación, efectos especiales, acrobacias, etc. Una vez planificado el espectáculo, se debe programar: las escenas suelen filmarse fuera de secuencia, los actores invitados o incluso los habituales pueden estar disponibles solo en determinados momentos. A veces, la fotografía principal de diferentes episodios debe realizarse al mismo tiempo, lo que complica el horario (una estrella invitada puede filmar escenas de dos episodios en la misma tarde). Las escenas complejas se traducen del guion gráfico a animaciones para aclarar aún más la acción. Los scripts se ajustan para cumplir con los requisitos de modificación.
Algunos programas tienen un pequeño grupo de directores, pero también suelen depender de directores externos. Dadas las limitaciones de tiempo de la transmisión, un solo programa puede tener dos o tres episodios en preproducción, uno o dos episodios en fotografía principal y algunos más en varias etapas de posproducción. La tarea de dirigir es lo suficientemente compleja como para que un solo director no pueda trabajar en más de un episodio o programa a la vez, de ahí la necesidad de varios directores.

### Rodaje
El rodaje es la filmación real del episodio. El director, los actores y el equipo se reúnen en un estudio de televisión o en un lugar para filmar o grabar una escena. Una escena se divide a su vez en planos, que deben planificarse durante la preproducción. Dependiendo de la programación, una escena puede filmarse en un orden no secuencial de la historia. Las conversaciones se pueden filmar dos veces desde diferentes ángulos de cámara, a menudo utilizando suplentes, por lo que un actor puede interpretar todas sus líneas en un conjunto de tomas, y luego se filma el otro lado de la conversación desde la perspectiva opuesta. Para completar una producción a tiempo, una segunda unidad puede estar filmando una escena diferente en otro escenario o ubicación al mismo tiempo, usando un grupo diferente de actores, un director asistente y un equipo de segunda unidad. Un director de rodaje supervisa la iluminación de cada toma para garantizar la coherencia.
Los eventos en vivo generalmente son cubiertos por equipos de transmisión externa que utilizan estudios de televisión móvil, conocidos como camiones de exteriores. Aunque varían mucho según la época y el tema cubierto, estos camiones normalmente estaban tripulados por hasta 15 operadores calificados y personal de producción. En el Reino Unido durante la mayor parte del siglo XX, la BBC fue el principal proveedor de cobertura de transmisión externa. Los equipos de la BBC trabajaron en casi todos los eventos importantes, incluidas bodas y funerales reales, eventos políticos y deportivos importantes e incluso programas de teatro.

### Postproducción
Una vez que se completa el rodaje, los productores coordinan las tareas para comenzar la edición del video. Se agregan a la película efectos visuales y de video digital; esto a menudo se subcontrata a empresas especializadas en estas áreas. A menudo, la música se interpreta con el director utilizando la película como referencia temporal (otros elementos musicales pueden estar previamente grabados). Un editor corta las distintas piezas de la película, agrega la partitura musical y los efectos, determina las transiciones de escena y ensambla el espectáculo completo.

## Presupuestos e ingresos
La mayoría de las cadenas de televisión de todo el mundo son «comerciales» y dependen de la venta de tiempo publicitario o de la adquisición de patrocinadores. La principal preocupación de los ejecutivos de televisión sobre su programación es el tamaño de la audiencia. En el pasado, la cantidad de estaciones 'gratuitas' estaba restringida por la disponibilidad de frecuencias de canales, pero la tecnología de televisión por cable y por satélite ha permitido una expansión en la cantidad de canales disponibles para espectadores (a veces con tarifas prémium) en un entorno mucho más competitivo.
En los Estados Unidos, la producción de una serie de televisión promedio cuesta $ 3 millones por episodio, mientras que las películas por cable cuestan $ 2 millones en promedio. El episodio piloto puede ser más caro que un episodio normal. En 2004, el piloto de dos horas de Lost costó entre $ 10 y $ 14 millones, en 2008 el piloto de dos horas de Fringe costó $ 10 millones, y en 2010, Boardwalk Empire fue de $ 18 millones para el primer episodio. En 2011, Game of Thrones costaba entre $ 5 y $ 10 millones, Pan Am costó un estimado de $ 10 millones, mientras que el piloto de Terra Nova de dos horas estuvo entre $ 10 y $ 20 millones.
Mucho programas de televisión en cadena con guion en los Estados Unidos se financian mediante financiamiento deficitario: un estudio financia el costo de producción de un programa y una cadena paga una tarifa de licencia al estudio por el derecho a transmitir el programa. Esta tarifa de licencia no cubre los costos de producción del programa, lo que genera el déficit. Aunque el estudio no recupera su dinero en la emisión original del programa, conserva la propiedad del programa. Esto permite que el estudio recupere su dinero y obtenga ganancias a través de la distribución y venta mediante DVD y Blu-rays. Este sistema coloca la mayor parte del riesgo financiero en los estudios; sin embargo, un programa exitoso en la sindicación y los mercados de vídeos domésticos pueden compensar con creces los errores. Aunque el financiamiento del déficit coloca un riesgo financiero mínimo en las cadenas, pierden las ganancias futuras de los grandes éxitos, ya que solo están otorgando licencias para los programas.
Los costos se recuperan principalmente con los ingresos publicitarios de las redes de transmisión y algunos canales de cable, mientras que otros canales de cable dependen de las suscripciones. En general, los anunciantes y, en consecuencia, las redes que dependen de la publicidad, están más interesados en el número de espectadores dentro del rango de edad de 18 a 49 años que en el número total de espectadores. Los anunciantes están dispuestos a pagar más para anunciarse en programas exitosos con adultos jóvenes porque ven menos televisión y son más difíciles de alcanzar. Según Advertising Age, durante la temporada 2007-08, Grey's Anatomy pudo cobrar $ 419,000 por comercial, en comparación con solo $ 248,000 por un comercial durante CSI, a pesar de que CSI tiene casi cinco millones más de espectadores en promedio. Debido a su fuerza con los espectadores más jóvenes, Friends pudo cobrar casi tres veces más por un comercial que Murder, She Wrote, a pesar de que las dos series tenían un número total de espectadores similar en ese momento. Glee y The Office atrajeron menos espectadores totales que NCIS durante la temporada 2009-10, pero ganaron un promedio de $ 272,694 y $ 213,617 respectivamente, en comparación con $ 150,708 para NCIS.

## Temporadas y series en Estados Unidos
En la televisión norteamericana, una serie es un conjunto conectado de episodios de programas de televisión que se ejecutan bajo el mismo título, posiblemente abarcando muchas temporadas. Desde finales de la década de 1960, este horario de programación de transmisión incluye típicamente entre 20 y 26 episodios. Antes de eso, una temporada de televisión regular podía promediar al menos 30 episodios, y algunas series de televisión podían haber tenido hasta 39 episodios en una temporada.
Hasta la década de 1980, la mayoría de los programas nuevos para las cadenas de televisión estadounidenses debutaron en la «temporada de otoño», que se desarrolló de septiembre a marzo y contenía nominalmente de 24 a 26 episodios. Estos episodios se retransmitieron durante la temporada de primavera (o verano), de abril a agosto. Debido a la televisión por cable y las redadas de Nielsen, la temporada de "otoño" ahora normalmente se extiende hasta mayo. Por lo tanto, una "temporada completa" en una red de transmisión ahora generalmente se extiende desde septiembre hasta mayo durante al menos 22 episodios.
Una temporada completa a veces se divide en dos unidades separadas con una pausa alrededor del final del año calendario, como la primera temporada de Jericho en CBS. Cuando se produce esta división, a veces se hace referencia a la última mitad de los episodios con la letra B como en "Los últimos nueve episodios (de Los Soprano ) serán parte de lo que se llama" Temporada 6, Parte 2 "o" Temporada 6B ", o en" Futurama está dividiendo sus temporadas de manera similar a como lo hace South Park, haciendo media temporada a la vez, así que esta es la temporada 6B para ellos ". [20]Desde la década de 1990, estas temporadas más cortas también se han denominado ".5" o medias temporadas, donde la serie de espectáculos entre septiembre y diciembre se denomina "Temporada X", y la segunda entre enero y mayo se denomina "Temporada X". 5 ". Ejemplos de esto incluyen la encarnación de Battlestar Galactica en 2004, FlashForward de ABC y Make It or Break It de ABC Family.
Desde al menos la década de 2000, a menudo se encargan (financian) nuevas series de televisión para los primeros 10 a 13 episodios, para medir el interés de la audiencia. Si una serie es popular, la cadena coloca un "pedido atrasado" y la temporada se completa con los 20 a 26 episodios habituales. Sin embargo, una serie establecida que ya es popular recibirá un pedido inmediato de temporada completa al comienzo de la temporada. Un reemplazo de mitad de temporada es un programa de corta duración menos costoso, generalmente de 10 a 13 episodios, diseñado para reemplazar una serie original que no logró atraer audiencia y no ha sido elegida. Un "final de serie" es el último programa de la serie antes de que el programa deje de producirse. (En el Reino Unido, significa el final de una temporada, lo que en Estados Unidos se conoce como "finale "). Los servicios de transmisión demoran los finales hasta el próximo trimestre para inducir a los consumidores a renovar al menos un trimestre más.
Una temporada de televisión estándar en los Estados Unidos se extiende principalmente durante el otoño y el invierno, desde finales de septiembre hasta mayo. Durante los meses de verano de junio hasta aproximadamente mediados de septiembre, los horarios de las cadenas suelen presentar reposiciones de sus programas insignia, series de primera ejecución con expectativas de calificación más bajas y otras ofertas especiales. Las series con guion de primera ejecución suelen ser más cortas y de un perfil más bajo que las que se emiten durante la temporada principal y también pueden incluir eventos de series limitadas. Los reality shows y los concursos también han sido parte del programa.
En Canadá, las cadenas comerciales transmiten la mayor parte de la programación estadounidense junto con la temporada de televisión estadounidense, pero sus programas canadienses originales siguen un modelo más cercano a la producción televisiva británica que a la estadounidense. Debido a los presupuestos de producción más pequeños disponibles en Canadá, la temporada de un programa canadiense normalmente tiene un máximo de 13 episodios en lugar de 20 o más, aunque una serie excepcionalmente popular como Corner Gas o Murdoch Mysteries, podría recibir pedidos de 20 episodios en temporadas posteriores. Sin embargo, los programas canadienses normalmente no reciben extensiones "back nine" dentro de la misma temporada; incluso una serie popular simplemente termina el año en que la orden de producción original ha terminado de transmitirse, y se aplica una orden ampliada de más de 13 episodios a la orden de renovación de la próxima temporada en lugar de una extensión de la temporada actual. Solo la televisión pública CBC normalmente programa programación producida en Canadá durante todo el año; las cadenas comerciales normalmente evitan ahora programar producciones canadienses para emitir en el otoño, ya que tales programas comúnmente se pierden en medio de la avalancha publicitaria de la temporada de otoño de Estados Unidos. En cambio, los programas producidos en Canadá en las redes comerciales generalmente se transmiten en invierno como reemplazos de mitad de temporada para programas cancelados de EE. UU. o en verano (lo que también puede mejorar sus posibilidades de ser recogidos por una cadena de EE. UU. Para una transmisión de verano).